# Phronia nigripalpis
Phronia nigripalpis är en tvåvingeart som beskrevs av Lundstrom 1909. Phronia nigripalpis ingår i släktet Phronia och familjen svampmyggor. Arten är reproducerande i Sverige. Inga underarter finns listade i Catalogue of Life.